# Leena Bruckner-Tuderman
Leena Kaarina Bruckner-Tuderman (* 1. September 1952 in Oulu, Finnland) ist eine finnisch-deutsche Dermatologin und Hochschullehrerin. Bekannt wurde sie seit 2003 als Ärztliche Direktorin der Universitäts-Hautklinik Freiburg und durch die Wahl zur Vizepräsidentin der DFG im Juli 2012.

## Leben
Bruckner-Tuderman studierte 1971 bis 1976 Medizin an der Universität Oulu, Finnland, und bekam 1976 ihre staatlich-akademische Anerkennung als Ärztin. Ihren Dr. med. erreichte sie bereits ein Jahr darauf. Als Post-doctoral fellow, Instructor und Assistant Professor verbrachte sie drei Jahre bis 1980 am Department Biochemistry der Rutgers Medical School sowie weitere drei Jahre bis 1983 in der Abteilung Strukturbiologie am Biozentrum der Universität Basel. Stellen als Assistenz- und später Oberärztin der Dermatologischen Klinik am Universitätsspital Zürich hatte sie 1984 bis 1993 inne. Ihre Habilitation machte sie 1989 und war seitdem Privatdozentin für Dermatologie und Venerologie der Universität Zürich.
Für ihre Forschungen erhielt sie von 1990 bis 1994 ein SCORE-Stipendium des Schweizerischen Nationalfonds. Beruflich wechselte sie ab 1993 bis 2002 als Oberärztin an die Universitäts-Hautklinik Münster. Während der Jahre 1994 bis 1999 war sie Heisenberg-Stipendiatin der Deutschen Forschungsgemeinschaft.
An der Ärztekammer Westfalen-Lippe bekam sie 1994 ihre Anerkennung als Fachärztin für Haut- und Geschlechtskrankheiten. Ihr Curriculum vitae bei der DFG verzeichnet eine Umhabilitation, die im gleichen Jahr an der Universität Münster vorgenommen wurde, ohne Genaueres dazu anzufügen. Offenbar wurden so formale Voraussetzungen erfüllt, um sie 1996 zur außerordentlichen Professorin für Dermatologie und Venerologie an der Universität Münster zu ernennen. Einige Monate war sie Gastprofessor an der Harvard Medical School.
Einen Ruf auf die C4-Professur Dermatologie und Venerologie am Karolinska-Institut, Stockholm, nahm sie 1998 nicht an. Vier Jahre später folgte sie einer Berufung auf den Lehrstuhl für Haut- und Geschlechtskrankheiten der Albert-Ludwigs-Universität Freiburg. Seit Februar 2003 ist sie C4-Professorin und Ärztliche Direktorin der Universitäts-Hautklinik Freiburg. Einen Ruf auf die Professur für Dermatologie und Venerologie am Universitätsspital Zürich schlug sie 2005 aus. Seit 2010 ist sie zudem Direktorin der Lifenet School.
Über ihre Aufgabenfelder in Forschung, Lehre und Klinik hinaus ist Bruckner-Tuderman Mitglied in einigen Berufs- und Fachgesellschaften, darunter der Deutschen Dermatologischen Gesellschaft und der European Society for Dermatological Research. An der Freiburger Universität war sie Prodekanin für Strategie- und Entwicklungsfragen der Medizinischen Fakultät. Zwischen 2004 und 2011 war sie aktiv im DFG-Fachkollegium Medizin, Sektion „Genetische und metabolische Grundlagen menschlicher Erkrankungen“. In weiteren Sonderforschungsbereichen und Schwerpunktprogrammen der DFG war sie als Koordinatorin und Mitinitiatorin beteiligt. So kam es, dass sie am 4. Juli 2012 von der Mitgliederversammlung der Deutschen Forschungsgemeinschaft in Dortmund in das Präsidium der Forschungsorganisation als deren Vizepräsidentin gewählt wurde. Dieses Amt lief 2019 aus. Die Senatskommission für Grundsatzfragen in der Klinischen Forschung der DFG richtete anlässlich ihres Ausscheidens ein Symposium „Fokus Forschung in der Universitätsmedizin - Standortbestimmung und Perspektiven“ aus.
Im Mai 2023 wurde Bruckner-Tuderman in den Stiftungsrat der Stiftung Charité berufen.

## Auszeichnungen (Auswahl)
- 2007: Mitglied der Leopoldina[5]
- 2009: Eva Luise Köhler Forschungspreis für seltene Erkrankungen[6]
- 2009: Ordentliches Mitglied der Heidelberger Akademie der Wissenschaften[7]
- 2010: Mitglied der Heidelberger Akademie der Wissenschaften[8]
- 2012: Mitglied der Berlin-Brandenburgischen Akademie der Wissenschaften[9]
- 2014: Distinguished Investigator Award der International Society for Matrix Biology[5]
- 2015: Ehrendoktorwürde der Semmelweis-Universität, Budapest[5]
- 2015: Ehrenmitglied der European Society for Dermatological Research[5]
- 2016: EADV Scientific Achievement Award[5]
- 2017: Ehrendoktorwürde der Universität Oulu,  Finnland